# Reign in Blood
Reign in Blood è il terzo album in studio del gruppo musicale statunitense Slayer, pubblicato il 7 ottobre 1986 dalla Def Jam Recordings.
Considerato da più parti una pietra miliare del thrash metal, il disco è tra i più importanti del metal estremo ed ha ispirato numerose formazioni thrash, death e black metal. Secondo il critico Steve Huey di AllMusic, Reign in Blood ha ispirato l'intero genere death metal mentre Metal Hammer nel 2006 lo definì il più grande album metal degli ultimi 20 anni.
Nel giugno del 2017 la rivista Rolling Stone ha collocato l'album alla sesta posizione dei 100 migliori album metal di tutti i tempi.

## Descrizione

### Antefatti e pubblicazione
Dopo il successo ottenuto con Hell Awaits, gli Slayer vennero notati da Rick Rubin della Def Jam Recordings, un'etichetta rivolta principalmente alla musica hip hop. Dave Lombardo venne a conoscenza del suo interesse e lo contattò tramite il fotografo Glen E. Friedman. Gli altri membri preferivano non lasciare la Metal Blade Records, con la quale erano ancora sotto contratto. Durante una visita ad una riunione tenuta da Slagel, Rubin parlò direttamente con il gruppo, insistendo di firmare per la Def Jam. Così gli Slayer entrarono a far parte dell'etichetta di Rubin, in quel momento alla prima esperienza con un gruppo heavy metal.
Reign in Blood trovò vari problemi alla sua uscita: gli Slayer prevedevano la sua pubblicazione nel mese di luglio, tuttavia la sua uscita fu spostata per il mese di ottobre. Le cause furono il ritardo della preparazione della copertina e, principalmente, la rottura del contratto con la CBS all'inizio di settembre. L'etichetta si rifiutò di distribuire il loro disco dopo essere stata influenzata da un parere negativo sugli Slayer espresso dalla PMRC. La CBS, che a quel tempo ebbe problemi legali assieme a Ozzy Osbourne, il quale fu accusato di aver incitato un giovane a suicidarsi con il brano Suicide Solution, decise di rompere il contratto pensando di riscontrare problemi simili anche con il gruppo. Alla fine Reign in Blood riuscì poi a trovare la Geffen Records come distributore.

### Concezione
In circa 29 minuti viene espressa una velocità e una violenza sonora inaudita mai raggiunta a quei tempi. Ad esclusione di Angel of Death, Postmortem e Raining Blood, la durata media dei brani è di circa due minuti e mezzo, una caratteristica della musica hardcore punk che influenzò molto il sound degli Slayer. Oltre alla coppia chitarristica composta da Kerry King e Jeff Hanneman, il drumming di Dave Lombardo è stato determinante nel rendere distinto questo disco, per via dei suoi grooves tanto violenti quanto precisi che hanno influenzato lo stile di numerosi batteristi metal moderni.
Per il disco, gli Slayer decisero di abbandonare le tematiche sataniste del precedente album Hell Awaits, per scrivere testi che fossero più attuali. Le tematiche, infatti, trattano di morte, anti-religione, pazzia, e omicidio, mentre la traccia d'apertura Angel of Death narra degli esperimenti su esseri umani condotti da Josef Mengele nel campo di concentramento di Auschwitz. La traccia portò al gruppo l'accusa di simpatie naziste e razziste, che perseguiteranno il gruppo per tutta la carriera futura. La Columbia Records, casa discografica distributrice delle uscite Def Jam, si rifiutò di distribuire l'album proprio a causa della summenzionata Angel of Death, e per questo Reign in Blood finì per essere distribuito dalla Geffen Records; tuttavia, a causa delle varie polemiche non apparve nell'annuncio programmato delle uscite ufficiali della Geffen.
Da ricordare anche Jesus Saves, che conferma la tesi anti-religiosa di Kerry King (l'autore del testo), in quanto egli è molto ostile nei confronti di essa, mentre Reborn parla di una strega condannata a morte sul rogo.

## Cover
Sono state fatte varie cover dei brani di questo disco, specialmente di Angel of Death (Sepultura, Monstrosity, Apocalyptica, Asesino) e di Raining Blood (Malevolent Creation, Freaklabel, Vader, Chimaira). I pezzi e alcuni riff di questo album sono stati reinterpretati anche da vari artisti non appartenenti all'heavy metal: Tori Amos fece una versione lenta e cupa di Raining Blood (Strange Little Girls del 2001), i Public Enemy campionarono il riff centrale di Angel of Death nel brano She Watch Channel Zero?! (da It Takes a Nation of Millions to Hold Us Back del 1988).
Una cover di Raining Blood/Post Mortem compare anche sull'album Bloodlust dei Body Count, preceduta da un'introduzione a voce di Ice-T che cita gli Slayer come ispiratori del suo progetto metal insieme ad altri gruppi come Black Sabbath e Suicidal Tendencies.
Il rapper Lil Jon usò la parte strumentale di Raining Blood come sottofondo nel suo brano Stop Fuckin' Wit Me, dal disco Crunk Juice (2004). Altra canzone degli Slayer avvertibile nella sua lirica è Mandatory Suicide, del successivo South of Heaven. Nel 2003 alcuni gruppi hardcore punk (come i Most Precious Blood e gli Sworn Vengeance) hanno pubblicato un disco chiamato Covered in Blood, dove hanno reinterpretato tutti i brani di Reign in Blood. Nel 2005, il compositore statunitense Erik Hinds ha reinterpretato l'intero album con l'arpeggione.

## Tracce
1. Angel of Death – 4:51 (Jeff Hanneman)
2. Piece by Piece – 2:02 (Kerry King)
3. Necrophobic – 1:40 (Jeff Hanneman, Kerry King)
4. Altar of Sacrifice – 2:50 (testo: Kerry King – musica: Jeff Hanneman)
5. Jesus Saves – 2:54 (testo: Kerry King – musica: Jeff Hanneman, Kerry King)
6. Criminally Insane – 2:20 (Jeff Hanneman, Kerry King)
7. Reborn – 2:11 (testo: Kerry King – musica: Jeff Hanneman)
8. Epidemic – 2:23 (testo: Kerry King – musica: Jeff Hanneman, Kerry King)
9. Postmortem – 3:27 (Jeff Hanneman)
10. Raining Blood – 4:14 (testo: Jeff Hanneman, Kerry King – musica: Jeff Hanneman)

Tracce bonus nella riedizione del 1998
1. Aggressive Perfector – 2:29 (Jeff Hanneman, Kerry King)
2. Criminally Insane (Remix) – 3:17 (Jeff Hanneman, Kerry King)

## Formazione
- Tom Araya – voce, basso
- Jeff Hanneman – chitarra solista
- Kerry King – chitarra solista
- Dave Lombardo – batteria

## Classifiche
| Classifica (1986-87) | Posizione massima |
| -------------------- | ----------------- |
| Regno Unito          | 47                |
| Stati Uniti          | 94                |